# Saint-Mathieu-de-Tréviers
Saint-Mathieu-de-Tréviers é uma comuna francesa na região administrativa de Occitânia, no departamento de Hérault. Estende-se por uma área de 21,92 km². Em 2010 a comuna tinha 4 931 habitantes (densidade: 225 hab./km²).